# إثميا متجانسة
إثميا متجانسة (الاسم العلمي: Ethmia similis) هي نوع من الحشرات تتبع جنس الإثميا من فصيلة الألاشستيات.